# Donkergroene korstmosuil
De donkergroene korstmosuil (Cryphia algae, vroeger Discestra algae) is een nachtvlinder uit de familie Noctuidae, de uilen. De voorvleugellengte bedraagt tussen de 10 en 13 millimeter. De soort komt voor in heel Europa. Hij overwintert als rups.

## Waardplanten
De donkergroene korstmosuil heeft als waardplanten allerlei korstmossen.

## Voorkomen in Nederland en België
De donkergroene korstmosuil is in Nederland een niet heel algemene soort die met name in het zuiden en oosten wordt gezien maar kan voorkomen tot op de waddeneilanden. De soort ontbreekt op Ameland en Schiermonnikoog en ontbreekt voor een groot deel in Friesland en Groningen. In België een niet zo algemene soort, die verspreid over het hele land kan worden gezien. De vlinder kent één generatie die vliegt van begin juli tot en met september.